# Fløjls-mælkehat
Fløjls-mælkehat (Lactarius Lignyotus) er en sjælden skørhat der vokser i Danmark.

## Forekomster
Svampen blev første gange fundet i Danmark i 1961. Siden da er den blev fundet i Nord- og Midtjylland samt på Bornholm.
Den vokser primært i ældre granskov på nærringsfattig jord.